# Horst-Erhardt Knoll
Horst-Erhardt Knoll (* 8. November 1931 in Bromberg, Westpreußen, heute Bydgoszcz, Polen; † 19. Juni 2016) war ein deutscher Politiker der FDP.

## Ausbildung und Beruf
Horst-Erhardt Knoll besuchte die Volksschule und das Gymnasium bis zur Obersekundastufe. Er absolvierte eine Lehre als Kaufmann im Zeitschriftenverlag. Danach arbeitete er als Werbeassistent und Fachberater sowie als Handlungsreisender für Bürobedarf.

## Politik
Horst-Erhardt Knoll war von 1950 bis 1955 Kreisgruppenführer der Deutschen Jugend des Ostens, Kreisgruppe Recklinghausen. 1955 wurde er Mitglied der FDP und der Deutschen Jungdemokraten (DJD). Kreisvorsitzender DJD und Mitglied des Kreisvorstandes der FDP Aachen war er von 1955 bis 1958. Als Kreisvorsitzender der DJD Dortmund und Mitglied des Kreisvorstandes der FDP war er von 1960 bis 1962 tätig. 1961 wurde er stellvertretender Kreisvorsitzender. Seine weiteren politische Ämter waren: Ab 1963 Schriftführer im Landesvorstand der DJD NW, ab 1964 stellvertretender Landesvorsitzender, ab 1964 Schatzmeister der FDP Bezirksverband Ruhr-Ost sowie ab 1965 Mitglied des Landesvorstandes der FDP. 1964 wurde Knoll in den Rat der Stadt Dortmund gewählt. Hier fungierte er als Fraktionsgeschäftsführer. Auch wurde er als Mitglied im Landesbeirat für Immissionsschutz und als Mitglied im Kuratorium der Stiftung Haus des Deutschen Ostens tätig.
Horst-Erhardt Knoll war vom 25. Juli 1966 bis 25. Juli 1970 Mitglied des 6. Landtages von Nordrhein-Westfalen, in den er über die Landesliste einzog.

## Ehrungen
- 2007: Verdienstkreuz 1. Klasse der Bundesrepublik Deutschland